# Charter Communications
Charter Communications, Inc. er en amerikansk udbyder af kabel-tv, bredbånd, fastnet og tv-distribution. De har over 26 mio. kunder i 41 stater.